# Rhipidolestes rubripes
Rhipidolestes rubripes – gatunek ważki z rodziny Rhipidolestidae.